# Miguel Rojo
Miguel Rojo Fernández nacido en la aldea de Zarracín, Tineo, Asturias. Es un escritor español que escribe tanto en asturiano como en castellano. Es uno de los más destacados representantes de la literatura del Surdimientu asturiano, y su obra abarca casi todos los géneros. Su novela Histories d'un seductor. Memories d'un babayu obtuvo uno de los mayores éxitos de ventas de la literatura asturiana. Es doctor en Biología y se dedica a la enseñanza, como profesor de instituto.

## Carrera literaria
En 1988 obtuvo el Premio Xosefa Xovellanos con su novela Asina somos nós (1989), con un importante componente autobiográfico. Su siguiente libro fue una colección de relatos, Tienes una tristura nos güeyos que me fai mal (1989). Su mayor éxito fue la novela Hestories d’un seductor (Memories d’un babayu) (1993), que ganó la primera edición del Premio de Narraciones Trabe, y que es uno de los libros más vendidos de la literatura asturiana. Ha escrito también literatura infantil (Telva y los osos, 1994) y poesía (Buscador d’estrellas, 1996; Premio Fernán Coronas) etc.
Uno de sus relatos fue llevado al cine, en el cortometraje Xicu’l topeiru, de Gonzalo Tapia, y la productora Iguana Films adquirió los derechos para la gran pantalla de su novela Hestories d’un seductor.
En 2005 y 2008 obtuvo el Premio de la Crítica de Asturias en Poesía y Literatura Infantil respectivamente, por sus libros LLaberintos y El viaje de Tin y Ton
Alejado de ciertas corrientes localistas de otros escritores en asturiano, su estilo es más internacional y moderno, con una prosa de engañosa simplicidad y unas formas narrativas que alcanzan su más profundo significado en las narraciones breves o en sus poemas que sí dejan ver la carga rural de la memoria biográfica del autor.

## Obra en asturiano

### Narrativa
- Asina somos nós. SPPA, 1989 (Premio Xosefa Xovellanos)
- Tienes una tristura nos güeyos que me fai mal. Llibros del Pexe, 1989
- Histories d'un seductor (memories d'un babayu). Trabe, 1993 (Premio Narraciones Trabe)
- Prosa ya versu. Atenéu Obreru de Xixón,1999
- Cuentos pa un turista blancu. Ámbitu, 2006
- Dir pa escuela(coordinador). Ámbitu, 2008
- La ponte y otros cuentos. Suburbia, 2009
- Asina somos nós. Trabe, 2011 (2.ª Edición)
- L'amor suicida. Trabe,2015

### Infantil
- Telva y los osos. Trabe, 1994
- Telva y el fueu. Trabe, 1998
- ¿De qué tará fecha la Lluna?. Editorial Pintar-Pintar, 2008
- El viaxe de Tin y Ton. Editorial Pintar-Pintar, 2008
- Raitán, el papu coloráu. Editorial Trabe, 2010
- El dinosauriu, el príncipe, la nena y la so ma. Editorial Pointar-Pintar, 2010

### Poesía
- Buscador d'estrel.las. Editora del Norte, 1996 (Premio Fernán Coronas)
- Bilabao: estación terminal. Ambitu, 2001
- Llaberintos. Trabe, 2006 (Premio de la Crítica 2005)
- Territorios. Edición billingüe. Llibros del Pexe, 2007
- El Paséu /El Paseo. (Edición bilingüe asturiano-castellano) Ediciones Seronda, 2011
- La edá de la memoria/La edad de la memoria (edición bilingüe asturiano-castellano) Trabe, 2024.

## Obra en castellano

### Narrativa
- Historias del más acá. Trabe, 1999
- Historias de un seductor (memorias de un gilipollas). Tal y Cual, 2002
- La senda del cometa. Laria, 2007
- La hoja del ginkgo biloba. Editorial Difácil, 2010
- El amor suicida. Trabe,2015
- Siempre estaré a tu lado Editorial Carena, 2017
- Resulta fácil hablar del día que vas a morir, Editorial Huso, 2019
- Pequeños barcos a la deriva, Editorial Difácil, 2021

### Infantil
- Raitán, el petirrojo. Everest, 2003
- ¿De qué estará hecha la Luna?. Editorial Pintar-Pintar, 2008
- El viaje de Tin y Ton. Editorial Pintar-Pintar, 2008 (Premio de la Crítica 2008)
- La revolución de Darwin. Ayto. Xixón, 2009
- El dinosaurio, el príncipe, la niña y su mamá. Editorial Pintar-Pintar, 2010.

### Poesía
- Territorios. (Edición bilingüe asturiano-castellano). Llibros del Pexe, 2007
- El Paséu /El Paseo. (Edición bilingüe asturiano-castellano) Ediciones Seronda, 2011. 
  - La edá de la memoria/La edad de la memoria (edición bilingüe asturiano-castellano) Trabe, 2024.
  - La edá de la memoria/La edad de la memoria (edición bilingüe asturiano-castelo) Trabe, 2024.
- - a edá de la memoria/La edad de la memoria (edición bilingüe asturiano-castellano) Trabe, 2024.
  - La edá de la memoria/La edad de la memoria (edición bilingüe asturiano-castellano) Trabe, 2024.
  - La edá de la memoria/La edad de la memoria (edición bilingüe asturiano-castellano) Trabe, 2024.

### Traducciones
- De què estarà feta la lluna. Editorial Pintar-Pintar, 2011.
- Ti Staro sempre accanto. Editorial Guanda, 2020.